# Aida Turturro
Aida Turturro (New York, 25 september 1962) is een Amerikaanse actrice.

## Biografie
Turturro is een dochter van ouders met een Italiaanse afkomst. Zij heeft gestudeerd aan de State University of New York en haalde haar diploma in theater in 1984.
Turturro begon in 1989 met acteren in de film True Love. Hierna heeft zij nog meerdere rollen gespeeld in films en televisieseries zoals What About Bob? (1991), Sleepers (1996), Fallen (1998), Deep Blue Sea (1999), Crocodile Dundee in Los Angeles (2001), The Sopranos (2000–2007) en ER (2008). Voor haar rol in de televisieserie The Sopranos werd zij tweemaal genomineerd voor een Emmy Award (2001 en 2007), tevens werd zij vijfmaal genomineerd samen met de cast voor een Screen Actors Guild Award (2002, 2003, 2005 en 2007) en in 2008 won zij samen met de cast deze prijs.
Turturro is ook actief in het theater, zij maakte in 1992 haar debuut op Broadway met het toneelstuk A Streetcar Named Desire als Eunice Hubbell. Hierna speelde zij nog eenmaal op Broadway, van 1996 tot op heden speelt zij als understudy in de musical Chicago als Matron.

## Filmografie

### Films
Uitgezonderd korte films.
- 2022: Just One Kiss - als Sofia Romano
- 2022: Call Jane - als zuster Mike
- 2018: Head Full of Honey - als Margaret
- 2017: Making a Killing – Connie
- 2014: Rob the Mob – Anna
- 2013: Fading Gigolo – vrouw van chauffeur
- 2011: Mozzarella Stories – Autilia
- 2010: A Little Help – Nancy Feldman
- 2005: Romance & Cigarettes – Rosebud
- 2004: 2BPerfectlyHonest – Emily / Gina
- 2001: Sidewalks of New York – Shari
- 2001: Crocodile Dundee in Los Angeles – Jean Ferraro
- 2000: Crossfire – mrs. Pasquantonio
- 2000: Joe Gould's Secret – serveerster
- 1999: Play It to the Bone – gekke Griekse serveerster
- 1999: Bringing Out the Dead – verpleegster Crupp
- 1999: Freak Weather – Glory
- 1999: Mickey Blue Eyes – Italiaanse serveerster
- 1999: Deep Blue Sea – Brenda Kerns
- 1999: 24 Nights – Marie
- 1999: The 24 Hour Woman – Brenda
- 1998: Celebrity – Olga
- 1998: Jaded – Helen Norwich
- 1998: Illuminata – Marta
- 1998: Woo – Tookie
- 1998: O.K. Garage – Mary de barkeeper
- 1998: Too Tired to Die – waarzegster
- 1998: Fallen – Tiffany
- 1997: Fool's Paradise – Susan
- 1997: Made Men – Angie
- 1996: Sleepers – mrs. Salinas
- 1996: Tales of Erotica – Kim
- 1995: Money Train – vrouw op perron
- 1995: Stonewall – serveerster
- 1995: Denise Calls Up – Linda
- 1994: Junior – Louise
- 1994: The Search for One-eye Jimmy – Madame Esther
- 1994: Angie – Tina
- 1993: The Saint of Fort Washington – werkneemster van de overheid
- 1993: Manhattan Murder Mystery – hotelreceptioniste
- 1993: Life with Mikey – Moran
- 1992: Jersey Girl – Angie
- 1992: Mac – vrouw
- 1991: What About Bob? – prostituee
- 1989: True Love – Grace

### Televisieseries
Uitgezonderd eenmalige gastrollen.
- 2013-2022 Law & Order: Special Victims Unit – als rechter Felicia Catano - 14 afl.
- 2017-2022 The Blacklist – als Heddie Hawkins - 12 afl.
- 2021 Kaljave gume - als Peti - 6 afl.
- 2016 Brooklyn Nine-Nine - als Maura Figgis - 2 afl.
- 2010 Mercy - als Evelyn - 2 afl.
- 2008 ER – als Sheryl Hawkins - 3 afl.
- 2000-2007 The Sopranos – Janice Soprano - 53 afl.
- 1996 Mr. & Mrs. Smith – als Rox - 2 afl.
- 1995 The Wright Verdicts – als Lydia - 7 afl.

- Gemeinsame Normdatei: 1061541495
- International Standard Name Identifier: 0000 0003 9375 0339
- Library of Congress Control Number: no99044071
- Nationale Bibliotheek van Israël: 987007458716605171
- Nationale Bibliotheek van Polen: a0000001719941
- Nederlandse Thesaurus van Auteursnamen: 311492576
- Système universitaire de documentation: 161921027
- Virtual International Authority File: 288032692
- WorldCat: E39PBJvRWc6XX6BDXJtG7wRMyd